# Rogelio Hernández i Gaspar
Rogelio Hernández i Gaspar (Barcelona, 25 de desembre de 1930 – 31 de desembre de 2011) va ser un actor i director català de doblatge. Les veus que més freqüentment va doblar van ser les de Michael Caine (41 vegades), Paul Newman (26), Marlon Brando (21) i Jack Nicholson (18), però també les de Richard Harris, Peter O'Toole, Peter Sellers, Robert Duvall, Gene Wilder, Jean-Paul Belmondo i Burt Reynolds.
Un dels seus primers treballs quan va iniciar la seva carrera a Madrid va ser la de posar la veu en castellà a Jeffrey Hunter a la pel·lícula Centaures del desert, i també va fer d'actor teatral. A començament de la dècada del 1960 es va incorporar als estudis de doblatge de Barcelona, on va continuar doblant habitualment en castellà i ocasionalment en català. Quan TV3 va voler fer la versió doblada al català de L'últim tango a París va demanar-li que fos la veu de Marlon Brando, i posteriorment també ho va fer amb Missouri.
L'1 de febrer de 1986 va ser homenatjat a Barcelona a la cerimònia dels Atriles de Oro de La Gran Noche del Doblaje, on va rebre un premi per tota la seva carrera. El 2007, després de greus problemes de visió, es va retirar de la professió després d'haver intervingut en els doblatges de més de 1.500 pel·lícules. Va morir als 81 anys, com a conseqüència d'un càncer de ronyó.
Va estar casat amb Rosa Guiñón i Soro (1932-2022), també actriu de doblatge, i la seva filla Rosa Maria també és actriu i directora de doblatge.